# Yezoceryx flavidus
Yezoceryx flavidus är en stekelart som beskrevs av Chiu 1971. Yezoceryx flavidus ingår i släktet Yezoceryx och familjen brokparasitsteklar. Inga underarter finns listade i Catalogue of Life.